# Le Père (Florian Zeller)
Pour les articles homonymes, voir Le Père.
Le Père est une pièce de théâtre de Florian Zeller. Elle souvent considérée, notamment par The Times, comme l'une "des plus grandes pièces du siècle".
Elle a été créée en septembre 2012 au théâtre Hébertot, avec Robert Hirsch et dans une mise en scène par Ladislas Chollat. Elle s'est jouée jusqu'en 2014 et a reçu plusieurs Molières, dont celui de la meilleure pièce en 2014. Elle est reprise en 2015 à la Comédie des Champs-Élysées.
Elle a par la suite été jouée dans le monde entier et a reçu de nombreux prix. Elle est, selon The Guardian, « la pièce la plus acclamée de la décennie » et, selon l’Evening Standard, l'une des « meilleures pièces du XXIe siècle ». 
Elle fait partie d'une trilogie théâtrale, qui compte également La Mère et Le Fils.
Une première adaptation au cinéma est écrite en 2015 par Philippe Le Guay et Jérôme Tonnerre pour le film Floride avec Jean Rochefort et Sandrine Kiberlain. En 2019, Florian Zeller écrit sa propre adaptation en compagnie de Christopher Hampton et dirige personnellement le film en tant que réalisateur. Sous le titre  The Father, sa première réalisation sera récompensée en 2021 par de très nombreux prix, dont deux Oscars, celui du meilleur acteur pour Anthony Hopkins et celui du meilleur scénario adapté pour le tandem Zeller-Hampton.

## Résumé
André, vieil homme autrefois triomphant, présente les premiers signes d'une dégénérescence mentale. Sa fille Anne, qui l'héberge dans son appartement où se déroule toute la pièce, ne cherche qu'à l'aider et à le protéger, mais l'avancée de sa maladie devient inexorable. À la fois colérique et désemparé, il perd peu à peu la raison et retombe en enfance sous son regard embué.
Par des trouvailles scéniques surprenantes, la mise en scène embarque le spectateur dans les méandres d'un cerveau malade : les rôles des acteurs permutent et deviennent interchangeables, des changements de mobiliers s’opèrent d’une scène à l’autre, les dialogues évoquent un disque rayé... Le spectateur est véritablement dans la tête du père, d'où les quiproquos et le sentiment d'être sans cesse entre le vrai et le faux, le cauchemar et la réalité. 
Au fur et à mesure de la déliquescence du père, le décor s'agrandit et l'espace se vide, le laissant avec sa solitude, son propre néant et sa fin prochaine,.

## Distribution initiale (2012)
- Robert Hirsch : André, un homme de quatre-vingts ans
- Isabelle Gélinas : Anne, sa fille
- Patrick Catalifo : Pierre
- Élise Diamant : Laura
- Éric Boucher : un homme
- Sophie Bouilloux : une femme

## Accueil critique
La pièce a été, selon Le Journal du dimanche « la grande réussite de la rentrée théâtrale » en 2012, « Magistral » selon Le Point, « Inoubliable » selon La Croix, « Bouleversant » selon Le Nouvel Obs.
Selon France Inter, « Un trésor national vivant, voilà ce que vous devez aller voir toutes affaires cessantes, si vous passez par Paris, si vous aimez le théâtre, si vous aimez les émotions, si vous aimez les rires qui se dissolvent en larmes, si vous aimez les larmes qui se métamorphosent en rires, si de près ou de loin l'humanité vous concerne... »
Lors de sa création en Angleterre, la pièce a été élue "meilleure pièce de l'année" par The Guardian.
Selon The Times, elle est l'une des meilleures pièces de la décennie et, selon l'Evening Standard, l'une des « meilleures pièces du XXIe siècle ».

## Adaptations au cinéma
- Floride de Philippe Le Guay avec Jean Rochefort et Sandrine Kiberlain en 2015.
- The Father de Florian Zeller avec Anthony Hopkins et Olivia Colman en 2020[14].

## Distinctions
| Récompense                              | Catégorie                             | Année | Lauréat                                 | Statut     |
| --------------------------------------- | ------------------------------------- | ----- | --------------------------------------- | ---------- |
| France                                  |                                       |       |                                         |            |
| Prix du théâtre de l’Académie française | Meilleur Auteur                       | 2024  | Pour l'ensemble de son oeuvre théâtrale | Lauréat    |
| Molière                                 | Meilleure pièce de théâtre            | 2014  | Le Père                                 | Lauréat    |
| Molière                                 | Meilleur Acteur                       | 2014  | Robert Hirsch                           | Lauréat    |
| Molière                                 | Meilleure Actrice                     | 2014  | Isabelle Gélinas                        | Lauréat    |
| Molière                                 | Meilleur Auteur                       | 2014  | Florian Zeller                          | Nomination |
| Molière                                 | Meilleur Metteur en Scène             | 2014  | Ladislas Chollat                        | Nomination |
| Prix du Brigadier                       | Meilleur auteur                       | 2014  | Pour l'ensemble de son oeuvre           | Lauréat    |
| Prix de la SACD                         | Meilleur auteur                       | 2019  | Pour l'ensemble de son oeuvre           | Lauréat    |
| Globes de cristal                       | Meilleure pièce de théâtre            | 2013  | Le Père                                 | Nomination |
| États-Unis                              |                                       |       |                                         |            |
| Tony Awards                             | Meilleure pièce de théâtre            | 2016  | Le Père                                 | Nomination |
| Tony Awards                             | Meilleur Acteur                       | 2016  | Frank Langella                          | Lauréat    |
| Drama Desk Awards                       | Meilleur Acteur                       | 2016  | Frank Langella                          | Lauréat    |
| Critics Circle Awards                   | Meilleure pièce de théâtre            | 2016  | Le Père                                 | Nomination |
| Critics Circle Awards                   | Meilleur Acteur                       | 2016  | Frank Langella                          | Lauréat    |
| Outer Critics Circle Award              | Meilleure pièce de théâtre            | 2016  | Le Père                                 | Nomination |
| Drama League Awards                     | Meilleure pièce de théâtre            | 2016  | Le Père                                 | Nomination |
| Drama League Awards                     | Meilleur Acteur                       | 2016  | Frank Langella                          | Lauréat    |
| Los Angeles Drama Critics Circle Awards | Meilleure pièce de théâtre            | 2020  | Le Père                                 | Lauréat    |
| Los Angeles Drama Critics Circle Awards | Meilleur Acteur                       | 2020  | Alfred Molina                           | Lauréat    |
| Los Angeles Drama Critics Circle Awards | Meilleure Actrice dans un second rôle | 2020  | Sue Cremin                              | Lauréat    |
| Los Angeles Drama Critics Circle Awards | Meilleur Auteur                       | 2020  | Florian Zeller                          | Lauréat    |
| Los Angeles Drama Critics Circle Awards | Meilleure Mise en Scène               | 2020  | Jessica Kubzansky                       | Lauréat    |
| Los Angeles Drama Critics Circle Awards | Meilleur Décor                        | 2020  | David Meyer                             | Lauréat    |
| Los Angeles Drama Critics Circle Awards | Meilleures Lumières                   | 2020  | Elizabeth Harper                        | Lauréat    |
| Los Angeles Drama Critics Circle Awards | Meilleure Création Sonore             | 2020  | John Zalewski                           | Lauréat    |
| Los Angeles Drama Critics Circle Awards | Meilleur Ensemble                     | 2020  | Pasadena Playhouse                      | Lauréat    |
| Royaume-Uni                             |                                       |       |                                         |            |
| Laurence Olivier Awards                 | Meilleure pièce de théâtre            | 2016  | Le Père                                 | Nomination |
| Laurence Olivier Awards                 | Meilleur Acteur                       | 2016  | Kenneth Cranham                         | Lauréat    |
| Evening Standard Theatre Awards         | Meilleure pièce de théâtre            | 2016  | Le Père                                 | Nomination |
| Evening Standard Theatre Awards         | Meilleur Acteur                       | 2016  | Kenneth Cranham                         | Lauréat    |
| Theatre Awards UK                       | Meilleure pièce de théâtre            | 2016  | Le Père                                 | Lauréat    |
| Manchester Theatre Awards               | Meilleure pièce de théâtre            | 2018  | Le Père                                 | Lauréat    |
| Manchester Theatre Awards               | Meilleur Acteur                       | 2018  | Kenneth Alan Taylor                     | Lauréat    |
| Critics Circle Awards                   | Meilleur Acteur                       | 2016  | Kenneth Cranham                         | Lauréat    |
| Japon                                   |                                       |       |                                         |            |
| Kikuta Kazuo Awards                     | Meilleure pièce de théâtre            | 2019  | Le Père                                 | Lauréat    |
| Kikuta Kazuo Awards                     | Meilleur Acteur                       | 2019  | Isao Hashizume                          | Lauréat    |
| Prix Yomiuri                            | Meilleure pièce de théâtre            | 2020  | Le Père                                 | Lauréat    |
| Prix Yomiuri                            | Meilleur Acteur                       | 2020  | Isao Hashizume                          | Lauréat    |
| Hong Kong                               |                                       |       |                                         |            |
| Hong Kong Drama Awards                  | Meilleure pièce de théâtre            | 2018  | Le Père                                 | Lauréat    |
| Hong Kong Drama Awards                  | Meilleur Acteur                       | 2018  | Fredric Mao                             | Lauréat    |
| Canada                                  |                                       |       |                                         |            |
| Jessie Richardson Awards                | Meilleure pièce de théâtre            | 2020  | Le Père                                 | Lauréat    |
| Jessie Richardson Awards                | Meilleur Acteur                       | 2020  | Kevin McNulty                           | Lauréat    |
| Jessie Richardson Awards                | Meilleure Actrice                     | 2020  | Jillian Fargey                          | Lauréat    |
| Jessie Richardson Awards                | Meilleure Mise en Scène               | 2020  | Mindy Parfitt                           | Lauréat    |
| Jessie Richardson Awards                | Meilleur Décor                        | 2020  |                                         | Lauréat    |
| Jessie Richardson Awards                | Meilleures Lumières                   | 2020  |                                         | Lauréat    |
| Brésil                                  |                                       |       |                                         |            |
| Aplauso Awards                          | Meilleure pièce de théâtre            | 2017  | Le Père                                 | Lauréat    |
| Shell Theatre Awards                    | Meilleur Acteur                       | 2017  | Fulvio Stefanini                        | Lauréat    |
| Israël                                  |                                       |       |                                         |            |
| Academy Theatre Awards                  | Meilleure pièce de théâtre            | 2016  | Le Père                                 | Lauréat    |
| Academy Theatre Awards                  | Meilleur Acteur                       | 2016  | Sasson Gabai                            | Lauréat    |
| Allemagne                               |                                       |       |                                         |            |
| Prix Friedrich-Luft                     | Meilleure pièce de théâtre            | 2017  | Le Père                                 | Nomination |
| Irlande                                 |                                       |       |                                         |            |
| Irish Times Theatre Awards              | Meilleure pièce de théâtre            | 2017  | Le Père                                 | Nomination |
| Pays-Bas                                |                                       |       |                                         |            |
| Louis d'Or                              | Meilleur Acteur                       | 2017  | Hans Croiset                            | Lauréat    |
| Australie                               |                                       |       |                                         |            |
| Helpmann Awards                         | Meilleur Acteur                       | 2018  | John Bell                               | Lauréat    |
| Mexique                                 |                                       |       |                                         |            |
| Cartelera Awards                        | Meilleure pièce de théâtre            | 2024  | Le Père                                 | Lauréat    |
| Cartelera Awards                        | Meilleur Acteur                       | 2024  | Luis de Tavira                          | Lauréat    |
| Acpt Awards (prix de la critique)       | Meilleure pièce de théâtre            | 2024  | Le Père                                 | Lauréat    |
| Acpt Awards (prix de la critique)       | Meilleur Acteur                       | 2024  | Luis de Tavira                          | Lauréat    |
| Acpt Awards (prix de la critique)       | Meilleure Actrice                     | 2024  | Fernanda Castillo                       | Lauréat    |